# The Divine Conspiracy
The Divine Conspiracy (рус. Божественный заговор) — третий, с учётом The Score – An Epic Journey четвёртый, полноформатный альбом голландской симфоник-метал-группы Epica. Был издан в августе 2007 года на лейбле Nuclear Blast. Запись альбома проходила с ноября 2006 года по февраль 2007 в вольфсбургской студии The Gate Studios. Продюсером альбома стал Саша Паэт, известный по работе с такими группами, как Avantasia, Rhapsody of Fire, Kamelot.
На альбоме завершается серия песен The Embrace That Smothers, начатая Марком Янсеном ещё на альбоме Prison of Desire группы After Forever.

## Список композиций
| №                   | Название                                                     | Текст песни          | Музыка                          | Длительность |
| ------------------- | ------------------------------------------------------------ | -------------------- | ------------------------------- | ------------ |
| 1.                  | «Indigo (Prologue)»                                          | Марк Янсен           | Кун Янссен, Янсен               | 2:05         |
| 2.                  | «The Obsessive Devotion»                                     | Янсен, Ад Слюйтер    | Янсен                           | 7:13         |
| 3.                  | «Menace of Vanity»                                           | Янсен                | Янсен                           | 4:13         |
| 4.                  | «Chasing the Dragon»                                         | Симона Симонс, Янсен | Янсен, Слюйтер, Ив Хутс, Симонс | 7:40         |
| 5.                  | «Never Enough»                                               | Симонс, Слюйтер      | Хутс                            | 4:47         |
| 6.                  | «La‘petach Chatat Rovetz (The Final Embrace)» (instrumental) |                      | Янсен, Хутс                     | 1:46         |
| 7.                  | «Death of a Dream» (The Embrace That Smothers, Part VII)     | Симонс, Слюйтер      | Янсен, Хутс, Слюйтер            | 6:03         |
| 8.                  | «Living a Lie» (The Embrace That Smothers, Part VIII)        | Симонс, Янсен        | Янсен, Хутс, Слюйтер            | 4:56         |
| 9.                  | «Fools of Damnation» (The Embrace That Smothers, Part IX)    | Янсен                | Янсен, Слюйтер, Симонс          | 8:42         |
| 10.                 | «Beyond Belief»                                              | Янсен, Слюйтер       | Янсен, Слюйтер, Симонс          | 5:25         |
| 11.                 | «Safeguard to Paradise»                                      | Янсен                | Хутс, Янсен, Янссен             | 3:46         |
| 12.                 | «Sancta Terra»                                               | Симонс               | Янсен, Слюйтер, Симонс          | 4:57         |
| 13.                 | «The Divine Conspiracy»                                      | Янсен                | Янсен, Слюйтер, Янссен          | 13:56        |
| Общая длительность: | Общая длительность:                                          | Общая длительность:  | Общая длительность:             | 75:36        |

| №                   | Название                                | Текст песни         | Музыка                       | Длительность |
| ------------------- | --------------------------------------- | ------------------- | ---------------------------- | ------------ |
| 14.                 | «Higher High»                           | Симонс              | Хутс, Янсен, Симонс          | 5:27         |
| 15.                 | «Replica» (Fear Factory cover)          | Бертон К. Белл      | Дино Касарес, Раймонд Эррера | 4:10         |
| 16.                 | «Safeguard to Paradise (Piano Version)» | Янсен               | Хутс, Янсен, Янссен          | 3:50         |
| Общая длительность: | Общая длительность:                     | Общая длительность: | Общая длительность:          | 89:03        |

Бонусные треки в ограниченном издании
- «Higher High» — 5:26
- «Replica» — 4:08 (Fear Factory cover)
- «Never Enough» (Video)
- «Never Enough» (Long Version — Video)
- Making of Never Enough (Video)

## Участники записи
Epica
- Симона Симонс (нидерл. Simone Simons) — вокал
- Марк Янсен (нидерл. Mark Jansen) — гитара, гроулинг/скриминг
- Ад Слюйтер — гитара
- Коен Янссен (нидерл. Coen Janssen) — синтезатор, фортепиано
- Ив Хутс (нидерл. Yves Huts) — бас-гитара

Приглашённые музыканты
- Арьен Ван Весенбек (нидерл. Ariën Van Weesenbeek) — ударные
- Аманда Сомервилль — партия альта в хоре
- Sander Gommans — гроулинг
- Olaf Reitmeier — гитара

Хор
- Сопрано — Linda van Summeren, Bridget Foggle
- Альт — Amanda Somerville, Cinzia Rizzo
- Тенор — Previn Moore
- Бас — Melvin Edmondsen

## Позиции в чартах
| Страна             | Высшая позиция | И.     |
| ------------------ | -------------- | ------ |
| Бельгия (Фландрия) | 40             | [ 12 ] |
| Бельгия (Валлония) | 57             | [ 13 ] |
| Нидерланды         | 9              | [ 14 ] |
| Франция            | 35             | [ 15 ] |
| Швейцария          | 29             | [ 16 ] |